# Museo Real de Tanques
Museo Real de Tanques (en árabe متحف الدبابات الملكي), es un museo militar ubicado en Amán, capital de Jordania.   Es el primero de su tipo en el mundo árabe y uno de los mayores museos históricos de tanques del mundo. Fue inaugurado el 29 de enero de 2018.
El edificio abarca aproximadamente 20,000 metros cuadrados, lo que lo convierte en el museo más grande de Jordania. Tiene alrededor de 110 tanques y construcción blindada jordana, clasificados árabes y occidentales y expuestos en orden cronológico por fecha, una gran parte es de fabricación estadounidense, británica, Soviética y alemana, también cuenta con una sala dedicada a las industrias militares locales. El museo incluye equipos originales y algunas piezas raras y restauradas que narran la evolución de estos vehículos militares desde 1915, diseñados por el arquitecto jordano Zaid Daoud.